# Palermo (stad)
Palermo (Siciliaans: Palermu) is de hoofdstad van de autonome regio Sicilië, op het gelijknamige eiland dat zuidelijk van de laars van Italië ligt. De stad ligt in het noordwesten van het eiland, aan de Tyrrheense en daarmee ook de Middellandse Zee. Met 671.042 inwoners in 2017 was het de op vier na grootste stad van Italië.
De gelijknamige provincie, waar de stad hoofdstad van is, bevindt zich tussen de provincies Trapani en Messina.
Palermo is een universiteitsstad.
Er ligt een vliegveld op 30 kilometer afstand van de stad: Luchthaven Falcone e Borsellino (vernoemd naar de twee door de maffia in het begin van de jaren 90 vermoorde rechters Giovanni Falcone en Paolo Borsellino). Het spoorwegstation Palermo Centrale heeft verbindingen met de belangrijkste steden van het eiland. Verder heeft de stad een belangrijke haven, van waaruit op vele bestemmingen wordt gevaren. Sinds 2015 heeft Palermo ook een tram (Rete transviaria di Palermo) die uit vier lijnen bestaat.

## Geschiedenis
In de 7e of 8e eeuw v.Chr. stichtten de Feniciërs op de plaats van de stad een kolonie. De stad werd destijds Ziz (bloem) genoemd. De naam verwees naar het vruchtbare land errond. De Grieken, die in Zuid-Italië belangrijke koloniën in bezit hadden, noemden de stad later Panormos, wat Grieks is voor volledige haven, en wat vervolgens onder de Romeinen de Latijnse naam Panormus werd.
In 408, 406 en 391 v.Chr. deden Syracuse en vloten van andere Griekse koloniën pogingen om de stad op de Carthagers te veroveren. Palermo werd in tegenstelling tot veel andere Siciliaanse steden nooit een Griekse stad, maar het lag wel in de buurt van de grens met het Griekstalige oosten. In 275 v.Chr. lukte het Pyrrhus van Epirus toch om de stad een tijdlang te bezetten.
De Romeinen veroverden Palermo tijdens de Eerste Punische Oorlog. Onder keizer Augustus werd Palermo een belangrijke havenstad en vestigden voormalige Romeinse legionairs zich er. Symbool van de stad werd de mythische figuur Genio di Palermo, een voorbeeld van Genius loci der Romeinen.
Nadat de Vandalen hun rijk hadden gevestigd in het huidige Tunesië in 429, vielen ze meermalen Sicilië binnen en veroverden ook Palermo. De stad verloor haar belangrijke positie en viel in 535 toe aan het Byzantijnse Rijk.
In 831 veroverden de Arabische Aghlabiden Palermo en werd het een van de belangrijkste steden van het Middellandse Zeegebied. Palermo werd weer een belangrijke haven en een cultureel centrum. De stad werd uitgebreid met nieuwe wijken en vele bouwwerken. Rond 1050 had de stad ongeveer 350.000 inwoners. In het Europa van die tijd hadden alleen Constantinopel en Córdoba meer inwoners.
In 1072 veroverden Normandiërs onder leiding van Rogier I de stad en het Emiraat Sicilië. Aan het begin van de 12e eeuw werd de stad de hoofdstad van het Graafschap Sicilië en vanaf 1130 van het Koninkrijk Sicilië. Palermo kreeg drie titels in het Latijn: Prima Sedes, Corona Regis et Regni Caput. Ten tijde van de Normandische heerschappij ontstonden vele kerken en paleizen in de Arabisch-Normandische stijl, zoals het kasteel La Zisa, dat lijkt op een Arabisch woestijnkasteel en de kerk San Giovanni degli Eremiti. De culturele bloeitijd onder de Normandiërs zette zich voort na 1194, toen de Hohenstaufen de macht overnamen. Frederik II gaf de stad een nieuwe glans met talrijke paleizen en de stichting van een Siciliaanse dichterschool.
Nadat de laatste Hohenstaufse koning gedood werd, nam de Franse Karel van Anjou de stad en het eiland over. Karel verplaatste de hoofdstad van zijn rijk naar Napels. Palermo verloor aan betekenis en de armoede van de bevolking leidde in 1282 tot volksopstand die de Siciliaanse Vespers wordt genoemd. Door deze opstand eindigde het bewind van Karel van Anjou in Sicilië. De woede van de bevolking richtte zich op de Fransen, van wie er alleen al in Palermo 2000 werden gedood.

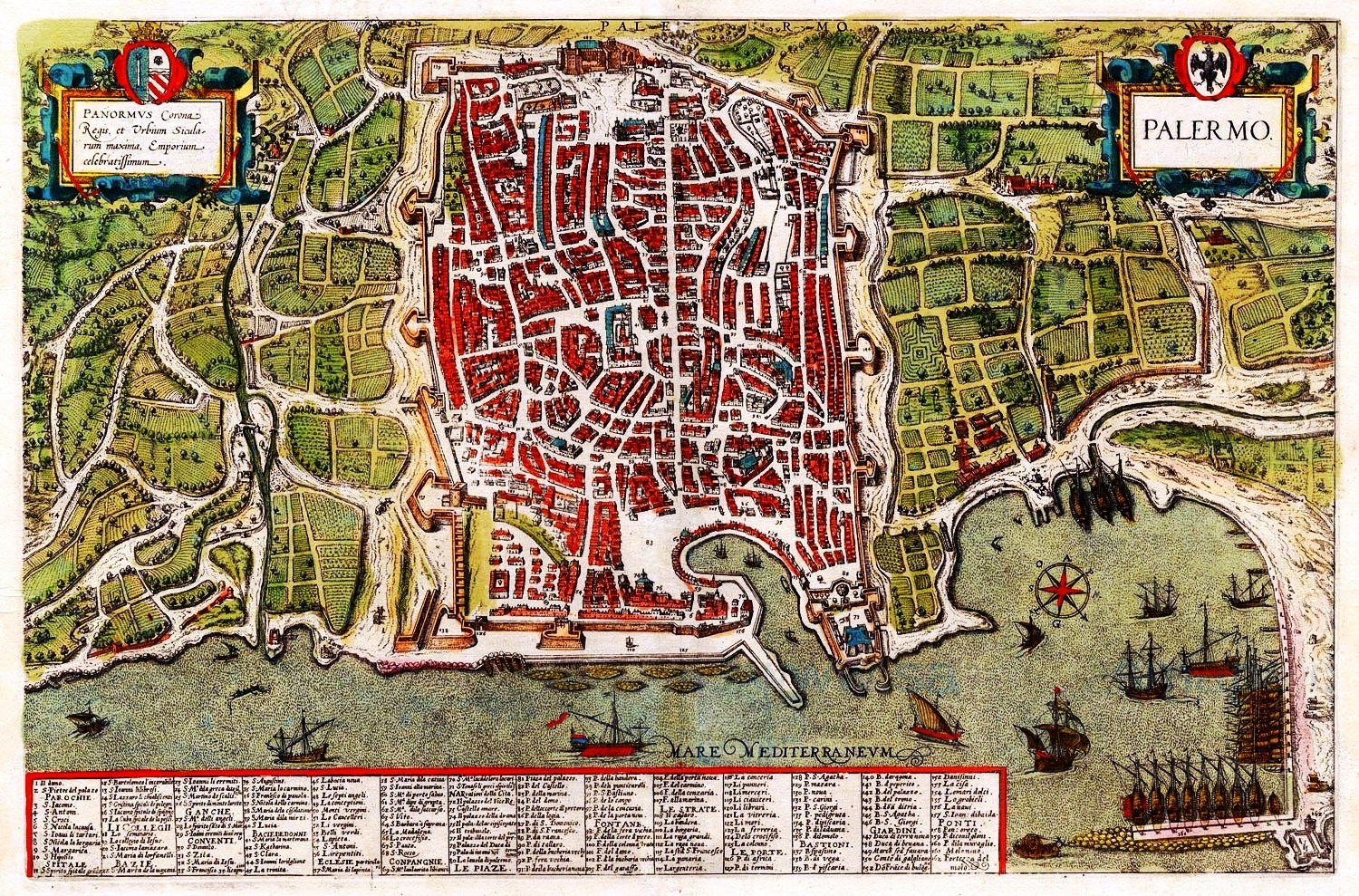
16e-eeuwse kaart van Palermo

Na de opstand werd Peter III van Aragón koning van Sicilië. In de daaropvolgende eeuwen zouden verscheidene buitenlandse dynastieën heersen over Sicilië, maar Palermo werd nooit meer hun zetel en zodoende raakte de stad in verval. In de jaren 1848-1849 was Palermo een laatste maal de hoofdstad van het koninkrijk Sicilië. In 1860 veroverde Giuseppe Garibaldi Palermo op het Koninkrijk der Beide Siciliën en een jaar later ging Sicilië deel uitmaken van het Koninkrijk Italië (1861). Vijf jaar later brak de Opstand van Zeven-en-een-halve-dag uit tegen de centrale regering van Italië in Turijn; deze werd bloedig neergeslagen (1866).
Tijdens de Tweede Wereldoorlog raakte Palermo zwaar beschadigd. Veel inwoners uit het oude centrum verhuisden naar nieuwbouwwijken aan de stadsrand. Op 19 oktober 1944 werden betogers doodgeschoten die betoogden tegen de hongersnood; dit bloedbad in Palermo is bekend als Strage del pane.
Na de oorlog nam de toestroom van mensen van het Siciliaanse platteland enorm toe. Er werden in hoog tempo nieuwbouwwijken gebouwd, die een zeer chaotisch karakter hebben. In de jaren na de oorlog tot aan het einde van de twintigste eeuw werd de stad beheerst door de Cosa Nostra, de Siciliaanse maffia. De stad werd in die tijd opgeschrikt door vele moorden, waaronder die op de rechters Falcone en Borsellino. De antimaffia burgemeester Leoluca Orlando (ambtstijd 1985-2000) zorgde voor een ommekeer door de maffia en de allesoverheersende corruptie te bestrijden. Onder Orlando ontstond een culturele opbloei die wordt gesymboliseerd door de heropening van het Teatro Massimo in 1997.
De facetten van de rijke geschiedenis zijn in de stad te herkennen aan onder meer de bouwstijl van gebouwen, zoals invloed van Arabieren, Normandiërs, Romeinen en Byzantijnen.

## Cultuur

### Bezienswaardigheden in en rondom Palermo

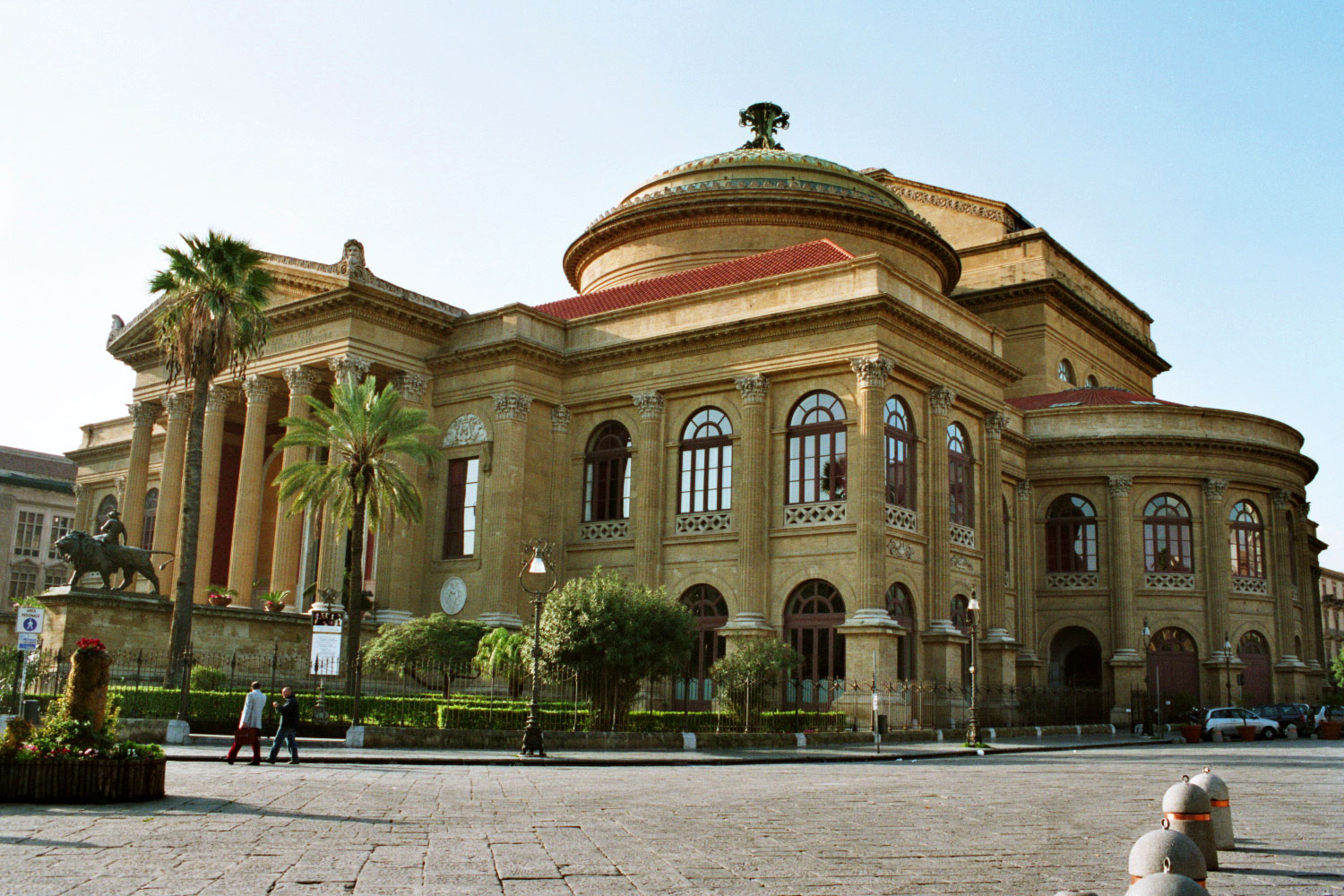
Het Teatro Massimo

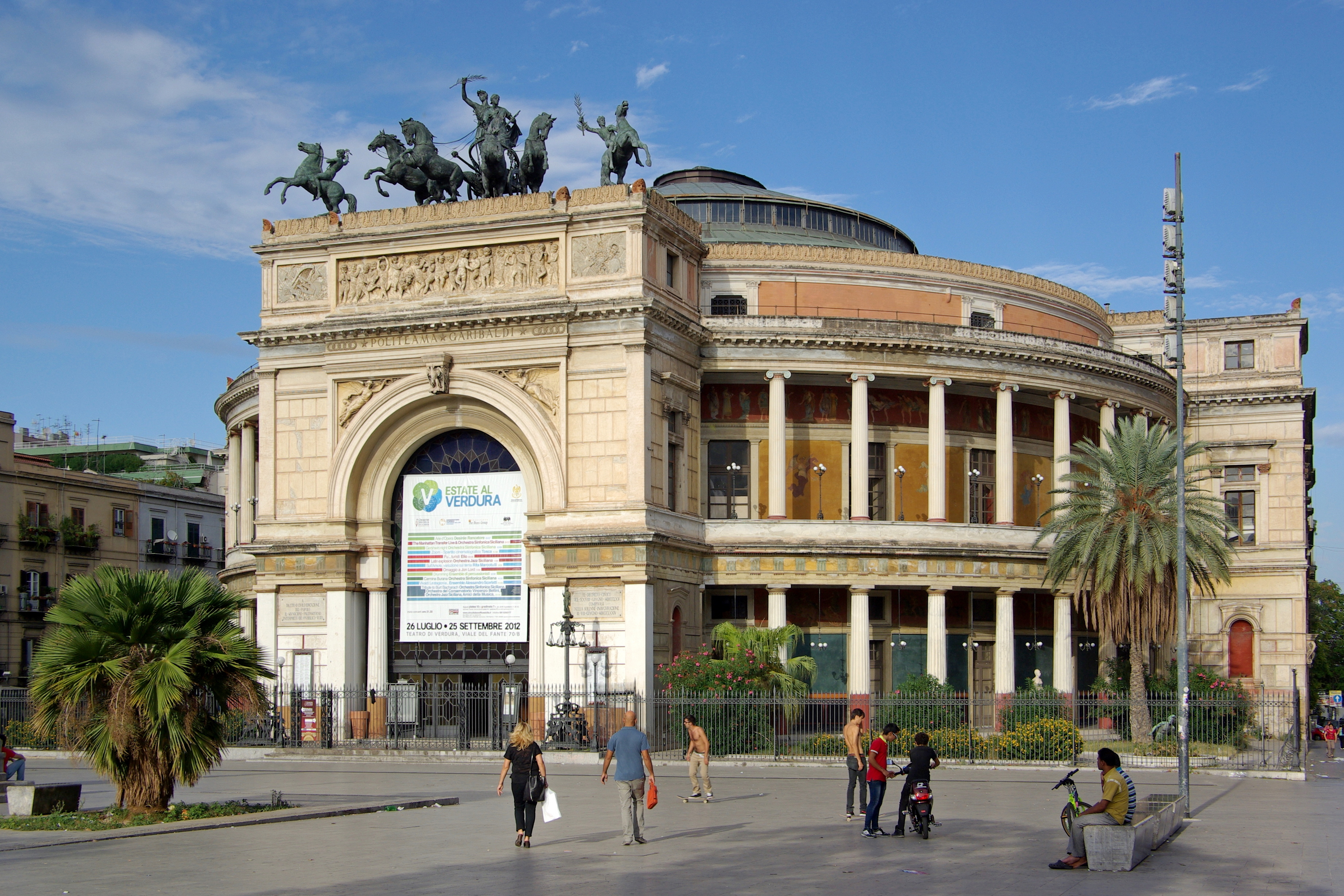
Het Teatro Politeama

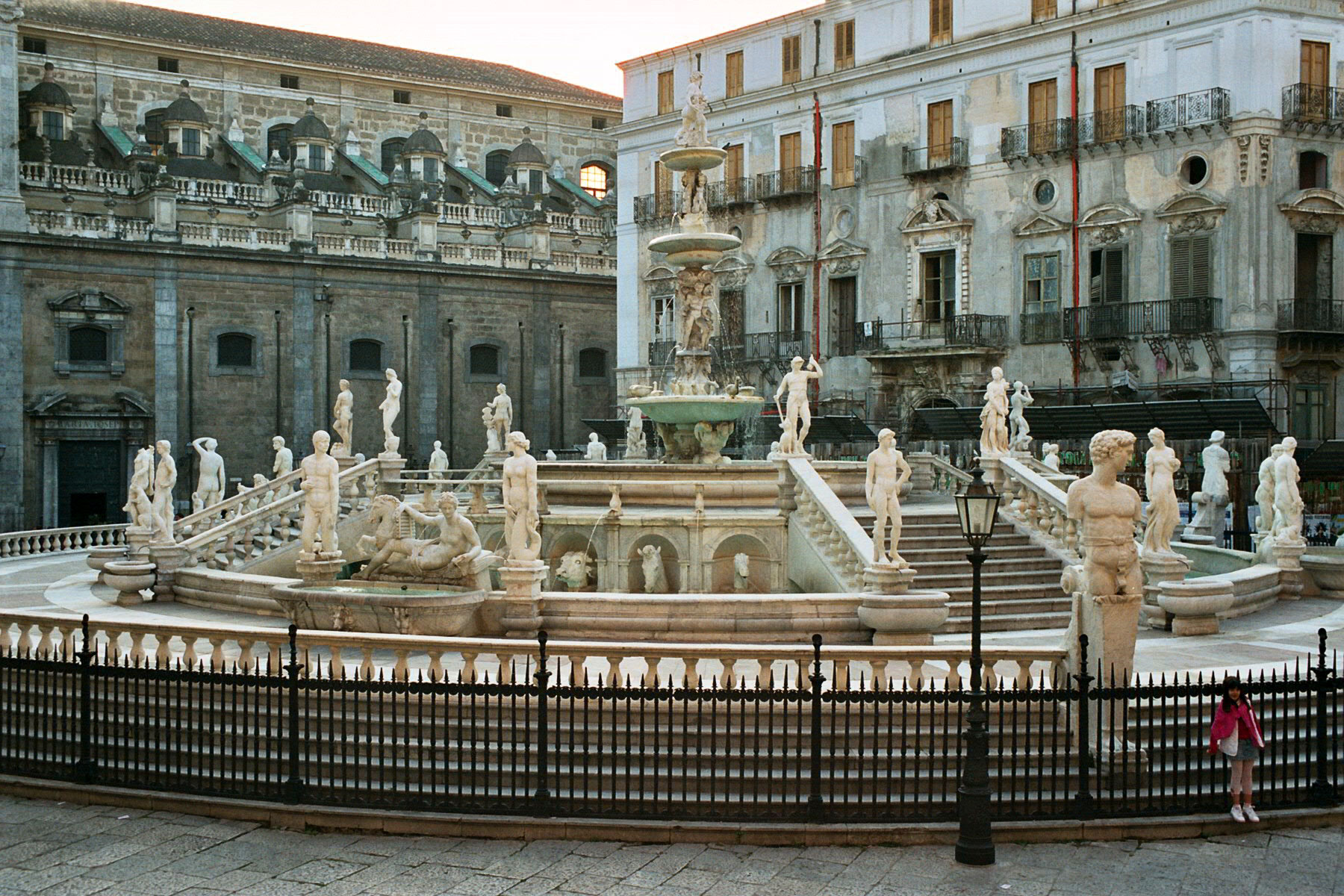
De Fontana Pretoria

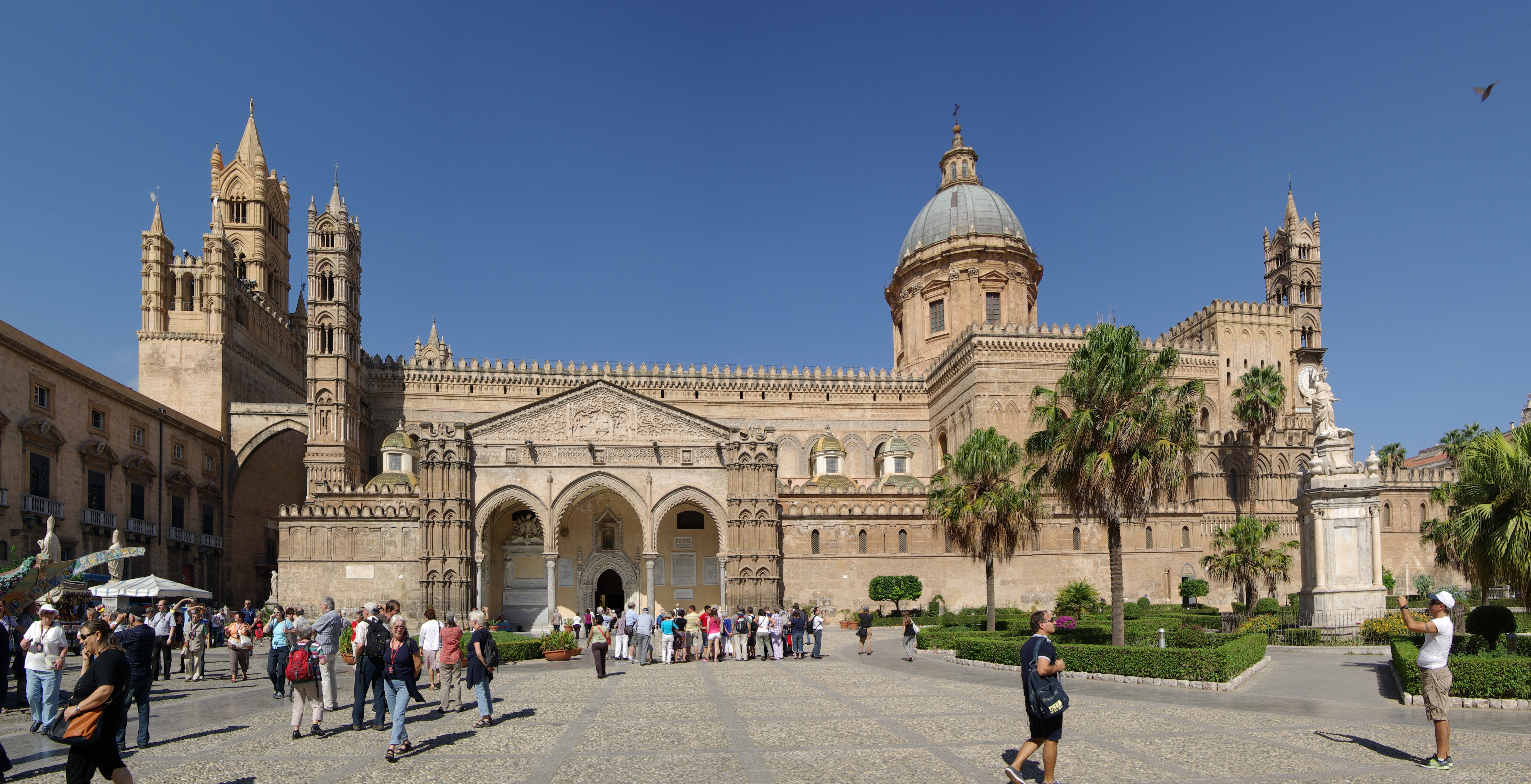
De kathedraal van Palermo

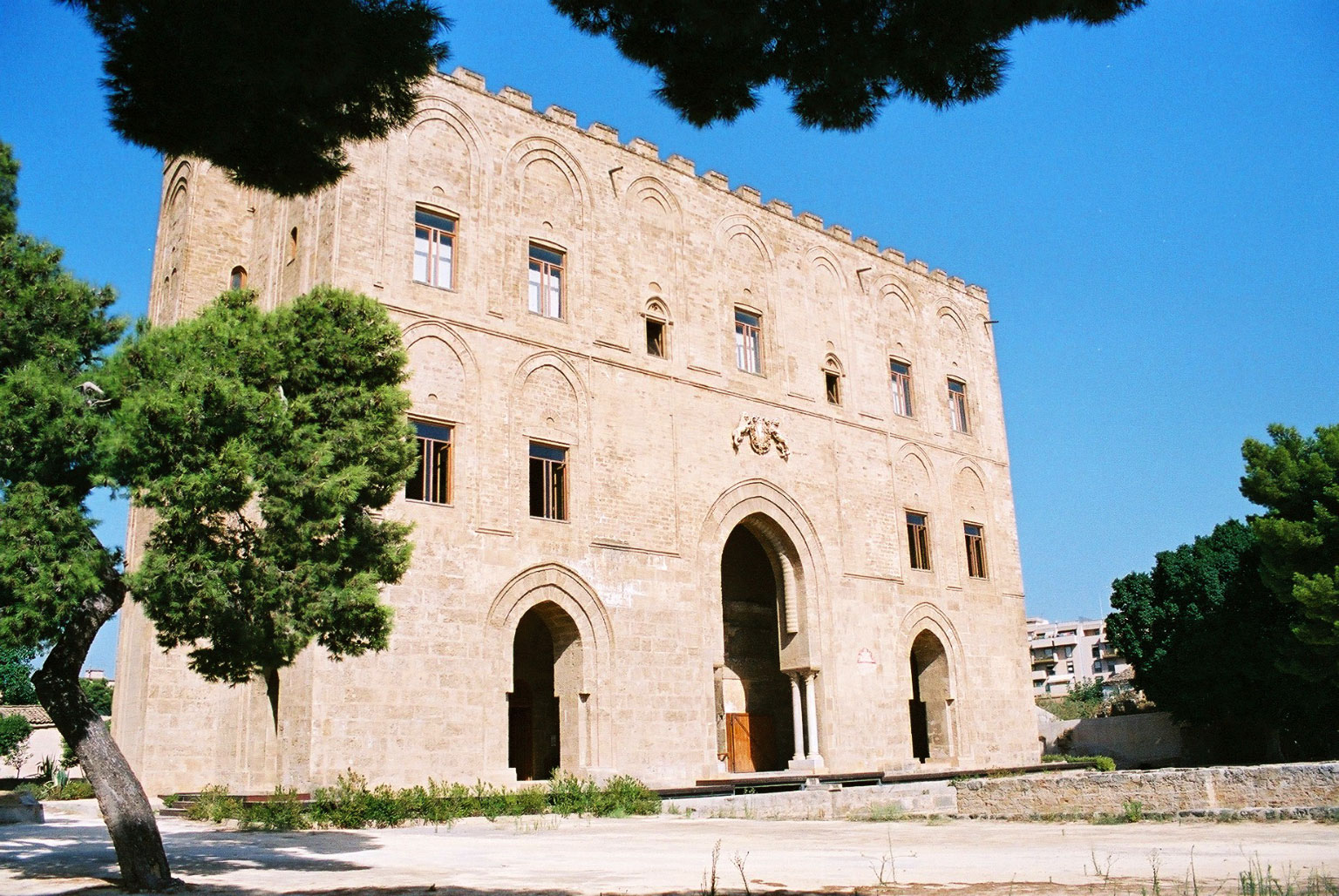
Het Normandische kasteel La Zisa

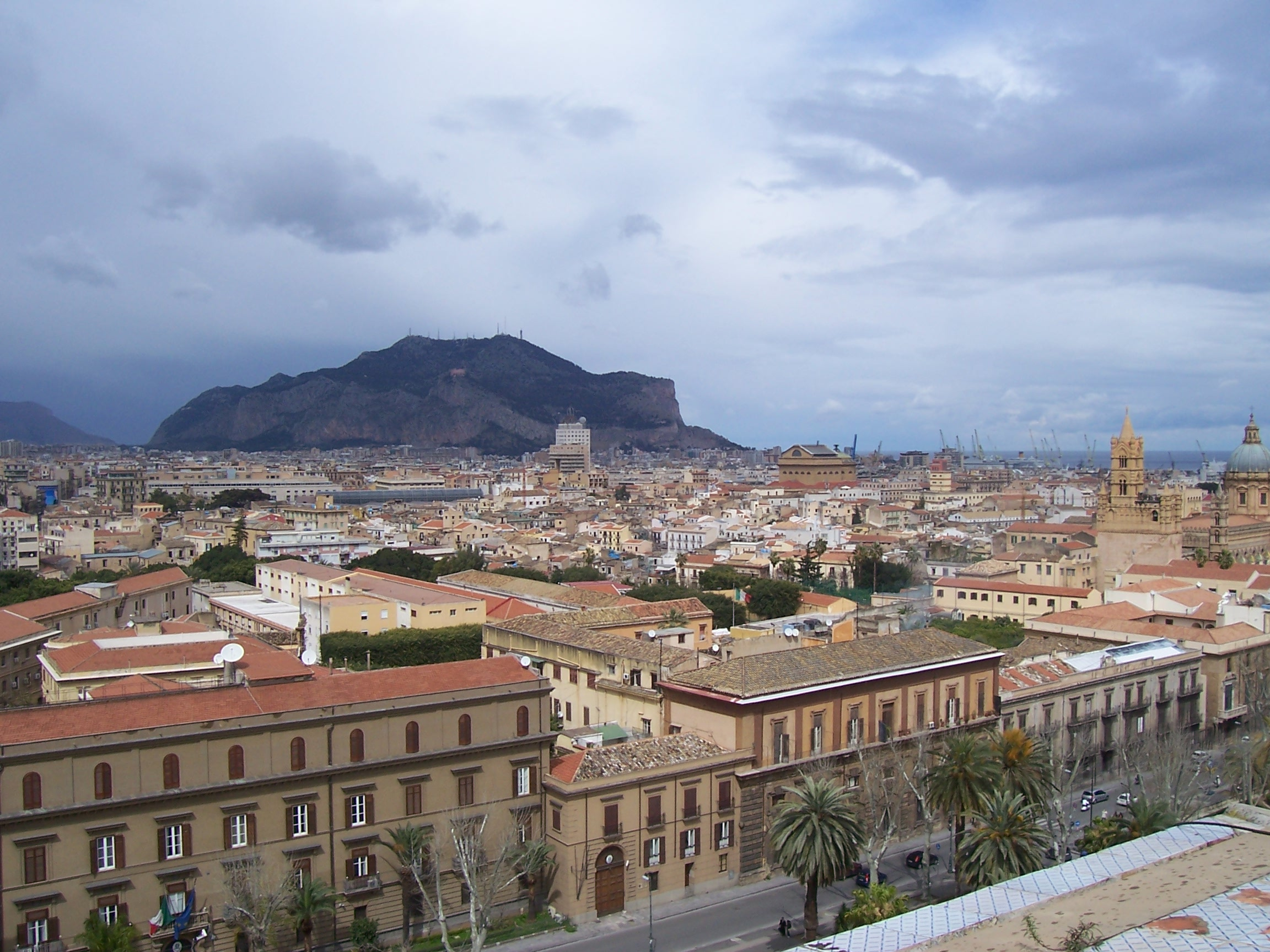
De Monte Pellegrino vanuit het Palazzo dei Normanni

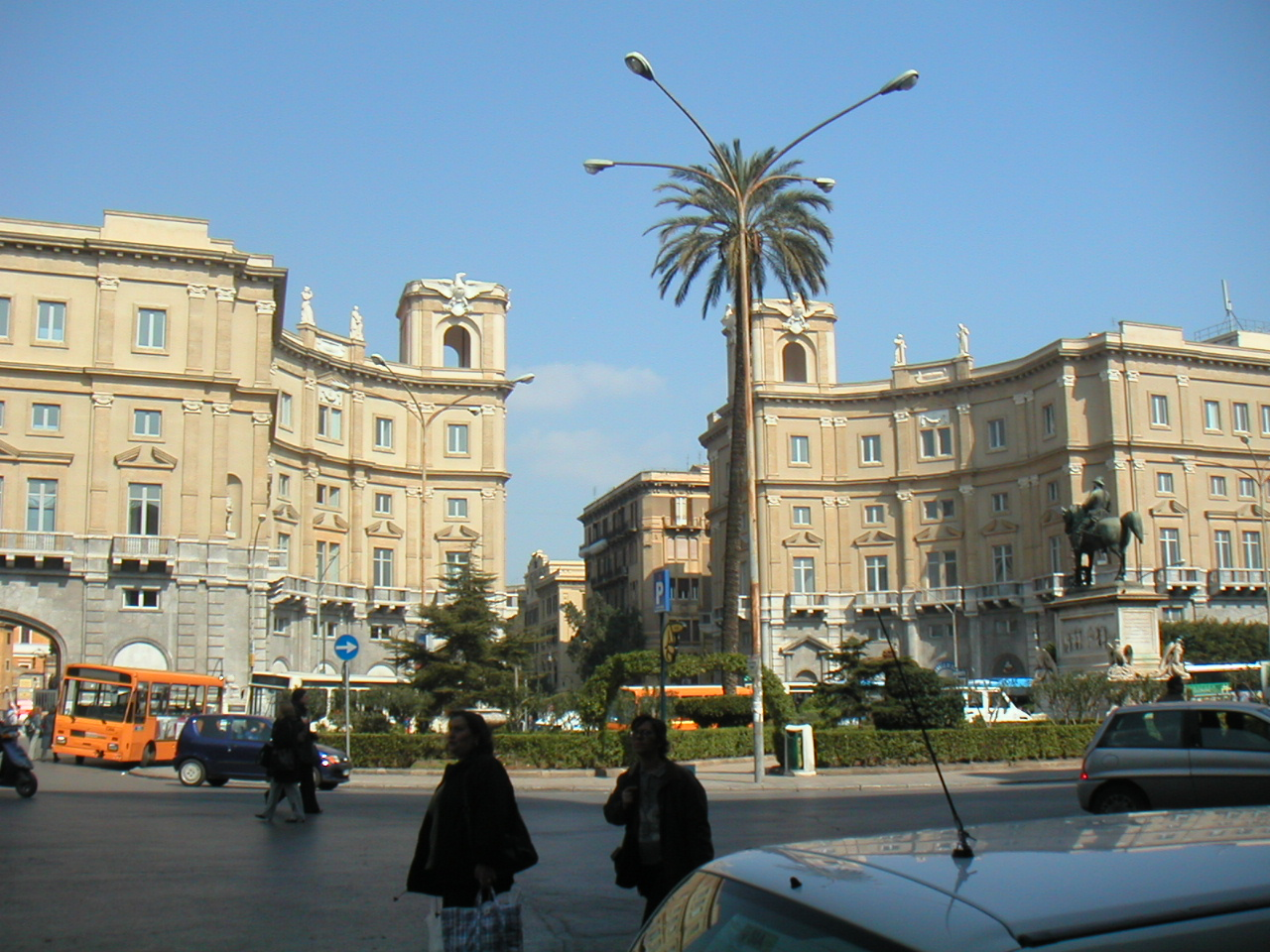
Het Piazza Giulio Cesare, voor het centraal station van Palermo

- Museo Archeologico Regionale: archeologisch of oudheidkundig museum
- Ignazio Mormino: museum van kunst en archeologie of oudheidkunde
- Porta d’Ossuna Catacombe: Romeins-christelijke begraafplaats
- Paleontologisch museum
- Regionale galerij van Sicilië (gehuisvest in het Palazzo Abatellis)
- Museo del Risorgimento (gewijd aan Garibaldi en zijn I Mille)
- Oratorio del Rosario di San Domenico (stucwerk van Serpotta)
- Oratorio del Rosario di Santa Cita (stucwerk van Serpotta)
- Oratorio di San Lorenzo (stucwerk van Serpotta)
- Teatro Biondo
- Teatro Massimo
- Teatro Politeama
- Porta Felice
- San Domenico, barokkerk
- San Agostino (13e eeuw), kerk
- San Ignazio all'Olivella, barokkerk
- SS.Trinità (La Magione), kerk
- SS.Salvatore, kerk (17e eeuw), vooral gebruikt als auditorium
- Quattro Canti (piazza Vigliena), plein
  - San Giuseppe dei Teatini, barokkerk
- Piazza Pretoria met:
  - Palazzo Pretorio, paleis
  - Fontana Pretoria, indrukwekkende fontein (16e eeuw)
- Piazza Bellini met:
  - Santa Maria dell'Ammiraglio (La Martorana)
  - San Cataldo, Arabisch-Normandische kerk
  - Santa Caterina, kerk met barokinterieur
- Piazza Marina, plein in de wijk Kalsa met vele palazzo's met:
  - Giardino Garibaldi
  - Santa Maria della Catena, kerk
  - Santa Maria dello Spasimo, gotische kerk gebruikt voor tentoonstellingen
  - Museo Internazionale delle Marionette, marionettenpoppenmuseum
  - Santa Maria degli Angeli (La Gancia)
  - Palazzo Abatellis, museum van Siciliaanse (oude) kunst met onder meer het fresco Trionfo della Morte
  - Palazzo Chiaramonte
- Piazza della Vittoria, plein in Zuid-Palermo met:
  - Kathedraal van Palermo, opgetrokken in een mengeling van vele bouwstijlen (1184)
  - Porta Nuova, poort bekroond door een sierlijke loggia in renaissancestijl
  - Cappella Palatina, kapel met mozaïeken, gelegen in het Palazzo dei Normanni
  - Palazzo dei Normanni, voormalig koninklijk paleis van de Normandiërs, nu zetel van het Siciliaanse Parlement
  - San Giovanni degli Eremiti, Arabisch-Normandische kerk
  - Palazzo Arcivescovile en het Museo Dioceano
  - op het plein ligt het stadspark genaamd Villa Bonanno
- Piazza Ruggero Settimo met het Teatro Politeama en het standbeeld van Ruggero Settimo
- Palazzo d'Orléans, residentie van de president van de regio Sicilië
- Palazzo Aragona, voormalig stadspaleis van edelen en voormalig hotel, nu studentenresidentie
- Catacomben van de Kapucijnen
- Ponte dell'Ammiraglio, middeleeuwse brug
- San Giovanni dei Lebbrosi, Arabisch-Normandische kerk
- La Zisa, Arabisch-Normandisch lustslot
- La Cuba, Arabisch-Normandisch lustslot
- La Cubula, klein vierkant bouwwerk in Arabisch-Normandische stijl
- Qanat, ondergrondse waterbevoorrading die de Arabieren aanlegden
- Palazzina Cinese, koninklijk paleis in het Parco della Favorita met als ingangspoort de Porta dei Leoni
- Villa Malfitano, villa in libertystijl, met schitterende tuin
- Villino Florio, villa in libertystijl
- Villa Trabia, classicistische villa met park
- Palazzo Isnello met het fresco Apoteosi di Palermo
- Stand Florio, een cultureel centrum
- Standbeeld van Karel V op de Piazza Bologni
- Fontein van het Zeepaard op de Piazza Santo Spirito
- Monte Pellegrino, 606 meter hoge berg in een natuurpark
- Mondello, buitenwijk

### Sport
Het heeft met US Palermo een voetbalclub die in de subtop van de serie A (Italiaanse eerste klasse) en in het UEFA Cup-toernooi gespeeld heeft. Echter, de meeste seizoenen is US Palermo actief in de lagere regionen van het Italiaanse profvoetbal. US Palermo speelt haar wedstrijden in het Stadio Renzo Barbera. Dit stadion werd gebruikt toen Palermo speelstad was bij het WK voetbal van 1990.
Palermo is meermaals etappeplaats geweest in de wielerkoers Ronde van Italië. Dit was het laatst het geval op 3 oktober 2020 toen de eerste etappe van Monreale naar Palermo ging. De Italiaan Filippo Ganna won deze tijdrit.

## Stedenbanden
- Bizerte (Tunesië)
- Chengdu (China)
- Gdańsk (Polen)
- Hanoi (Vietnam)
- Miami (Verenigde Staten), sinds 2001
- Monterey (Verenigde Staten)
- Palermo (Colombia)
- Samara (Rusland)
- Santiago de Cuba (Cuba)
- Tbilisi (Georgië), sinds 1987

## Bekende inwoners van Palermo

### Overleden
- Giafar Ibn-Muhammad ( -878), Arabisch gouverneur van Sicilië
- Rogier II (1095-1154), graaf en koning van Sicilië
- Willem I (1120-1166), koning van Sicilië
- Andrea Chiaromonte ( -1392), gouverneur van Palermo, terechtgesteld
- Simone Beccadelli di Bologna (1419-1465), aartsbisschop van Palermo, president van Sicilië
- Pietro Tagliavia d'Aragona (1499-1558), kardinaal-aartsbisschop van Palermo, president van Sicilië
- Girolamo Pietraperzia Barresi ( -1549), markies, terechtgesteld
- Ottaviano Preconio (1502-1568), aartsbisschop van Palermo
- Antonio Coloma Calvillo (circa 1555-1619), Spaans kapitein-generaal en onderkoning van Sardinië
- Placido Nigido (1570-1640), theologisch schrijver
- Mario Cutelli (ca 1589-1654), rechtsgeleerde, rechter
- Tommaso Aversa (1623-1663), toneelschrijver, dichter, Latijns vertaler, priester
- Pietro Martínez y Rubio (1614-1667), aartsbisschop van Palermo
- Francesco Cupani (1657-1710), franciscaan, medicus, botanicus
- Ugone Papé di Valdina (1724-1791), edelman, bisschop van Mazara del Vallo
- Francesco d'Aquino (1738-1795), prins van Caramanico, onderkoning van Sicilië
- Francesco Paolo Di Blasi (1753-1795), rechtsgeleerde, geëxecuteerd
- Salvatore Ventimiglia (1721-1797), bisschop van Catania, titulair aartsbisschop van Nicomedia, vrijmetselaar
- Nicolò Chetta (1741-1803) of in het Albanees Nikollë Keta, priester en dichter
- Giorgio Castagna Giannone (1737-1811), hoofdarts van het koninkrijk Sicilië
- Tommaso Natale (1733-1819), markies van Monterosato, rechtsgeleerde, lid van de Raad van State van het koninkrijk Sicilië
- Giuseppe Emanuele Ortolani (1758-1828), baron van Paquale, advocaat, schrijver
- Francesco Zerilli (1793–1837), kunstschilder
- Vincenzo Linares (1804–1847), schrijver en journalist
- Emanuele Requesens ( -1848), prins van Pantelleria, opstandeling
- Enrico Uziel (1842-1860), Roodhemd
- Enrico Eugenio Rechiedei (1833-1860), Roodhemd
- Lajos Tüköry (1830-1860), Hongaars officier bij de Roodhemden
- Pietro Castiglia (1808-1879), raadsheer bij het Hof van Cassatie en senator
- Giovanni Raffaele (1804-1882), medicus, senator, burgemeester van Palermo
- Salesio Balsano, baron della Daina (1818 of 1819 - 1894), senator der beide Siciliën, eerste burgemeester van Palermo na de eenmaking van Italië
- Simone Cuccia (1841-1894), advocaat, universitair docent rechtsgeleerdheid en parlementslid
- Alfonso Riguzzi (1861-1903), officier in Italiaans-Eritrea
- Michelangelo Celesia (1814-1904), kardinaal-aartsbisschop van Palermo
- Pietro Bonanno (1863-1905), burgemeester-parlementslid
- Domenico Milèlli (1841-1905), dichter
- Benedetto Scillamà (1845-1918), magistraat en senator
- Vincenzo Ragusa (1841-1927), beeldhouwer
- Fortunato Vergara di Craco (1833–1928), hertog van Craco, bankier en burgemeester van Palermo
- Oreste Maggio (1875-1937), medicus
- Emanuele Soler (1867-1940), rector van de universiteit van Padua en senator
- Ottavio Tiby (1891-1955), musicoloog
- Giusto Monaco (1915-1994), hoogleraar klassieke filologie aan de universiteit van Palermo
- Domenico Lo Vasco (1928-2020), advocaat en burgemeester van Palermo

### Begraven
- Hendrik VI (1165-1197), keizer van het Heilige Roomse Rijk en koning van Sicilië
- Constance van Aragón (1179-1222), keizerin van het Heilige Roomse Rijk
- Frederik II (1194-1250), keizer van het Heilige Roomse Rijk en koning van Sicilië
- Pietro Tagliavia d'Aragona (1499-1558), kardinaal-aartsbisschop van Palermo, president van Sicilië
- Enrico Uziel (1842-1860), Roodhemd
- Enrico Eugenio Rechiedei (1833-1860), Roodhemd
- Lajos Tüköry (1830-1860), Hongaars officier bij de Roodhemden
- Ruggero Settimo (1778-1863), edelman, marineofficier en liberaal politicus actief in de eenmaking van Italië
- Simone Cuccia (1841-1894), advocaat, universitair docent rechtsgeleerdheid en parlementslid
- Alfonso Riguzzi (1861-1903), officier in Italiaans-Eritrea